# Charles Brinckerhoff Richards
Charles Brinckerhoff Richards (23 de dezembro de 1833 Brooklyn, Nova York — 20 de abril de 1919 (85 anos) New Haven, Connecticut), foi um engenheiro, inventor, armeiro e professor americano que trabalhou para Colt's Patent Firearms Manufacturing Company, onde foi responsável pelo desenvolvimento do revólver Colt Single Action Army. Richards foi um dos fundadores da "American Society of Mechanical Engineers" e professor da "Yale University", onde lecionou por 25 anos.

## Vida pregressa
Richards nasceu no Brooklyn, Nova York, filho de Thomas Fanning Richards e Harriet Howland Brinckerhoff. Freqüentou escolas particulares em Long Island e em New Jersey, demonstrando aptidão para as ciências. Aos 18 anos, ele se tornou aprendiz na Woodruff & Beach, uma fábrica de equipamentos pesados, sob orientação de William Wright. Após esse aprendizado, ele trabalhou na fábrica da Colt em Hartford, Connecticut, de 1855 a 1858. Ele deixou a Colt em 1858 para assumir o cargo de capataz em uma fábrica de válvulas a vapor em uma fábrica de Nova York. Naquele mesmo ano, ele se casou com Agnes Edwards Goodwin.

## Na engenharia
Em 1859, Richards abriu um escritório na cidade de Nova York como advogado de patentes e engenheiro de design. Ele inventou o indicador da máquina a vapor Richards em 1860, que foi saudado como a melhoria mais significativa para a máquina a vapor desde os dias de James Watt.

### Na Colt
Após o início da Guerra Civil Americana, ele retornou à Colt em 1861, tornando-se Superintendente de Engenharia na fábrica em Hartford, Connecticut. O primeiro grande projeto de Richards após a Guerra Civil foi a segunda tentativa da Colt de conversão de cartucho metálico conhecido como "Conversão de Richards". Os revólveres da Colt até aquele ponto eram pistolas de percussão de pólvora negra, onde o atirador tinha que despejar pólvora negra em cada uma das seis câmaras, enfiar uma bala em cima e colocar uma espoleta de percussão no "ouvido" na parte traseira de cada uma das câmaras. No entanto, o Exército dos EUA queria um revólver que admitisse cartuchos metálicos, que a Colt não poderia produzir porque a patente de Rollin White ainda era detida pela rival Smith & Wesson. A única solução da Colt seria perfurar a parte traseira de seus cilindros e conceber um novo método de ignição e extração do estojo. A conversão de Richards foi realizada no revólver Colt 1860 do Exército. O calibre era o .44 Colt e a alavanca de carregamento foi substituída por uma haste ejetora. Esta conversão adicionou uma culatra com um pino de disparo e uma mira traseira montada na culatra. A Colt fabricou 9.000 desses revólveres entre 1873 e 1878. Em 1873, a Colt realizou a mesma conversão nos revólveres M1851 e M1861 para a Marinha dos EUA .38 de fogo circular. Junto com William Mason, ele obteve patentes de 1871 para converter revólveres de percussão em revólveres de cartucho metálico de carregamento pela culatra ("retrocarga"). Esses revólveres convertidos são hoje identificados como "Conversão Richards-Mason". Houve aproximadamente 2.100 conversões do exército Richard-Mason M1860 feitas de 1877 a 1878 em números de série na faixa de 5.800 a 7.900.
Richards e Mason foram mais tarde responsáveis pelo projeto do revólver Colt Single Action Army, também conhecido como "Peacemaker". Cinco anos após a introdução do "Single Action Army" e dois anos antes de sua aposentadoria, ele mais uma vez se juntou a Mason para produzir um revólver de ação dupla maior, o Colt M1878 "Frontier".

### Depois da Colt
Depois de se aposentar da Colt em 1880, Richards foi um dos fundadores da American Society of Mechanical Engineers, servindo como seu gerente de 1881 a 1882 e vice-presidente de 1888-1890. De 1884 a 1909, Richards foi catedrático de Engenharia Mecânica na Universidade de Yale, Sheffield Scientific School. Richards foi o editor de obras técnicas e de engenharia do Dicionário Internacional Webster da Língua Inglesa em 1890.
Richards foi o comissário dos Estados Unidos da Exposição de Paris de 1889 e recebeu o título de Cavaleiro da Legião de Honra da França. Ele era membro da Academia de Artes e Ciências de Connecticut.
Richards morreu em New Haven, Connecticut, em 20 de abril de 1919.